# Алдерсбах
Алдерсбах (њем. Aldersbach) општина је у њемачкој савезној држави Баварска. Једно је од 38 општинских средишта округа Пасау. Према процјени из 2010. у општини је живјело 4.336 становника. Посједује регионалну шифру (AGS) 9275114.

## Географија
Алдерсбах се налази у савезној држави Баварска у округу Пасау. Општина се налази на надморској висини од 328 метара. Површина општине износи 45,8 km².

## Становништво
У самом мјесту је, према процјени из 2010. године, живјело 4.336 становника. Просјечна густина становништва износи 95 становника/km².

## Међународна сарадња
| Мјесто | Држава | Врста сарадње | Од    |
| ------ | ------ | ------------- | ----- |
|        | Чешка  | пријатељство  | 1991. |
| Извор  |        |               |       |